# 古ジョージア語
古ジョージア語（こジョージアご、ႤႬႠჂ ႵႠႰႧႭჃႪႨ[a]、enay kartuli）は、5世紀ごろに確立された、中世前期のジョージアにおける書記言語。現代においてもジョージア正教会における典礼言語として継承されており、ほぼ大部分は理解可能である。口語としての古ジョージア語は11世紀ごろに中ジョージア語へと変化し、18世紀ごろには現代のジョージア語に発展した。

## 時代区分
古ジョージア語は、大きく初期古ジョージア語（5世紀から8世紀）と古典古ジョージア語（9世紀から11世紀）の2つに区分される。初期古ジョージア語には2種類の方言があり、それぞれハンメティ（ხანმეტი、5世紀から7世紀ごろ）とハエメティ（ჱაემეტი、7世紀から8世紀ごろ）として知られている。動詞形態に見られる二人称接頭辞と三人称接頭辞「Kh-」「h-」の存在が特徴であり、古典古ジョージア語では接頭辞「h-」「s-」がみられる。

## 史料
初期古ジョージア語に関するコーパスはわずかであり、碑文12件と、宗教文書8件のみである。古典古ジョージア語の文献は幅広く残っており、哲学や歴史学などの史料がある。

## 音素
古ジョージア語には29種類の子音と5種類の母音があった。綴字では母音 i の後に続く異音として、半母音 y も区別される。
|                | 両唇音  | 歯音/ 歯茎音 | 硬口蓋音  | 軟口蓋音 | 口蓋垂音 | 声門音 |
| 無声有気破裂音 | p [pʰ]  | t [tʰ]       |           | k [kʰ]   | q [qʰ]   |        |
| 無声声門破裂音 | p’ [pˀ] | t’ [tˀ]      |           | k’ [kˀ]  | q’ [qˀ]  |        |
| 有声破裂音     | b       | d            |           | g        | [ 4 ]    |        |
| 無声有気破擦音 |         | ts [tsʰ]     | ch [tʃʰ]  |          |          |        |
| 無声声門破擦音 |         | ts’ [tsˀ]    | ch’ [tʃˀ] |          |          |        |
| 有声破擦音     |         | dz           | j [dʒ]    |          |          |        |
| 無声摩擦音     |         | s            | sh [ʃ]    |          | kh [χ]   | h      |
| 有声摩擦音     |         | z            | zh [ʒ]    |          | gh [ʁ]   |        |
| 鼻音           | m       | n            |           |          |          |        |
| ふるえ音       |         | r            |           |          |          |        |
| 側面音         |         | l            |           |          |          |        |
| 半母音         | w       |              | y [j]     |          |          |        |

|          | 前舌母音 | 中舌母音 | 後舌母音 |
| 狭母音   | i        |          | u        |
| 中央母音 | e        |          | o        |
| 広母音   |          | a        |          |

## 文字
古ジョージア語は、アソムタヴルリ（グルジア語: ასომთავრული、「頭文字」の意）またはムルグロヴァニ（グルジア語: მრგლოვანი、「丸文字」の意）と呼ばれる、独自のアルファベットで書き表されていた。アルファベットは音素に極めて近く、音素と書記素の間の優れた「一致」が示されている。
古ジョージア語のアルファベットはギリシア文字によって明確に体系化されており、基本的には対応するギリシア文字のアルファベット順に並べられる。ギリシア語にない音素を表すアルファベットは末尾に置かれている。ほぼすべてのジョージア語の音素を表すアルファベットのほか、ジョージア語にはないギリシア語の音素を表す3文字（ē、ü、ō）も含まれている。ほぼすべてのアルファベットが独立して成立したものであり、ギリシア語に由来するものはごくわずかである（ギリシア文字 Φ Θ Χ [pʰ tʰ kʰ] と アソムタヴルリ Ⴔ Ⴇ Ⴕ）。
| ギリシア語     | Α | Β  | Γ | Δ | Ε | Ϝ   | Ζ  | Η  | Θ  | Ι  | Κ  | Λ   | Μ   | Ν  | (Ξ) | Ο | Π  | (Ϙ) | Ρ |
| アソムタヴルリ | Ⴀ | Ⴁ  | Ⴂ | Ⴃ | Ⴄ | Ⴅ   | Ⴆ  | Ⴡ  | Ⴇ  | Ⴈ  | Ⴉ  | Ⴊ   | Ⴋ   | Ⴌ  | Ⴢ   | Ⴍ | Ⴎ  | Ⴏ   | Ⴐ |
| 翻字           | a | b  | g | d | e | v   | z  | ē  | t  | i  | k’ | l   | m   | n  | y   | o | p’ | zh  | r |
|                |   |    |   |   |   |     |    |    |    |    |    |     |     |    |     |   |    |     |   |
| ギリシア語     | Σ | Τ  | Υ | Φ | Χ | (Ψ) | –  | –  | –  | –  | –  | –   | –   | –  | –   | – | –  | Ω   |   |
| アソムタヴルリ | Ⴑ | Ⴒ  | Ⴣ | Ⴔ | Ⴕ | Ⴖ   | Ⴗ  | Ⴘ  | Ⴙ  | Ⴚ  | Ⴛ  | Ⴜ   | Ⴝ   | Ⴞ  | Ⴤ   | Ⴟ | Ⴠ  | Ⴥ   |   |
| 翻字           | s | t’ | ü | p | k | gh  | q’ | sh | ch | ts | dz | ts’ | ch’ | kh | q   | j | h  | ō   |   |

## 正書法
古ジョージア語の正書法は、すべての場合において同じ単語が同じ方法で書き表されるという意味で、非常に一貫している。綴字はほぼ音素であり、ほぼすべての音素が単一の文字だけで表される。例外は以下の通り。
母音 u
各音素がそれぞれ1文字で表記されるというルールの最も顕著な例外が、母音 u である。母音 u は一貫して二重音字 ႭჃ ႭჃ 〈oü〉で表記され、「パン」を意味する ႮႭჃႰႨ 〈p’oüri〉 p’uri などが代表例として挙げられる。これは u を ου と表記するギリシア語のスペリングに由来している。中ジョージア語のヌスフリ文字になると、もともとの二重音字 ⴍⴣ 〈oü〉は、単一の文字 ⴓ 〈u〉（ムヘドルリ文字表記  უ ）へと統合された。対応するアソムタヴルリの単一文字として Ⴓ が考案されたが、もともとのアルファベットには含まれておらず、古ジョージア語の時代には使用されていない。
半母音 w
半母音 w は、単語内の位置に応じて、表記方法が2種類ある。子音の直後に発生する場合は二重音字 ႭჃ 〈oü〉が用いられる。例としては、「我々」を意味する ႹႭჃႤႬ 〈choüen〉 chwen 、「コキジバト」を意味する ႢႭჃႰႨႲႨ 〈goürit’i〉 gwrit’i がある。二重音字 ႭჃ 〈oü〉は w と u の両方を表すことから、例えば「5」を意味する ႵႭჃႧႨ 〈khoüti〉 khuti と「6」を意味する ႤႵႭჃႱႨ 〈ekoüsi〉 ekwsi は、綴字上は区別されない。
子音の直後以外の場合、半母音 w は文字 Ⴅ 〈v〉で表される。例えば「雪」を意味する ႧႭႥႪႨ 〈tovli〉 towli、「場所」を意味する ႥႤႪႨ 〈veli〉 weli、「テント」を意味する  ႩႠႰႠႥႨ 〈k’aravi〉 k’arawi が挙げられる。
半母音 w に関する2種類の綴字は異音のバリエーションを明確に示しており、現代のジョージア語にも表れている。すなわち、子音の直後に続く場合は [w] の発音となり、それ以外の場合は [ʋ] ないし [β] の発音となっている。1879年に標準化された現在ジョージア語の綴字では、[w] と [ʋ/β] がともに一貫して ვ 〈v〉で表記されるが、期待される ჃႭ 〈oü〉ではなく Ⴅ 〈v〉で綴る事例は古ジョージア語にも見られる。
半母音 y
接尾辞に登場する最初の母音  i- は、母音に続く y- として表される。この異音 y には独自のアルファベットが割り当てられている。「イエスの母」を意味する ႣႤႣႠჂ ႨႤႱႭჃჂႱႠ 〈deday iesoüysa〉 deda-y iesu-ysa が代表的な例であり、/deda-i iesu-isa/ という発音になる。
ギリシア文字
アソムタヴルリのアルファベットには、元来の古ジョージア語の表記には不要な3つの文字 Ⴡ 〈ē〉、Ⴣ 〈ü〉、Ⴥ 〈ō〉が含まれている。これらは、ギリシア語の名前や外来語の音訳を可能とするために追加された文字であり、実際にギリシア語の母音  ē（イータ）、ü（ウプシロン）、ō（オメガ）を書き表すためにしばしば使用された。これらの母音はジョージア語にとっては異質なものであるため、実際の発音ではそれぞれ ey、wi、ow と置き換えられた。このことは、古い異表記や対応する現代の形式から推定できる。例えばギリシア語で「エジプト」を表す Αἴγυπτος は、ႤႢჃႮႲႤ 〈egüp’t’e〉 egwip’t’e を表記される。
また文字 Ⴥ 〈ō〉は、ジョージア語において呼格を表すためにも使用された。例えば「おお、女性よ」の意味で Ⴥ ႣႤႣႨႩႠႺႭ 〈ō dedik’atso〉 o dedik’atso となる。
文字 Ⴡ 〈ē〉および Ⴣ 〈ü〉については、ey や wi を表す簡便な用法として、通常のジョージア語の文例でも頻繁に登場した。例えば「王」を意味する ႫႤႴჁ 〈mepē〉 mepey や、「ワイン」を意味する ႶჃႬႭჂ 〈ghünoy〉 ghwinoy が挙げられる。綴字は語形変化によって変わることがある。例えば「言葉」を表す主格 ႱႨႲႷႭჃႠჂ 〈sit’q’oüay〉 sit’q’wa-y は、属格で ႱႨႲႷჃႱႠ 〈sit’q’üsa〉 sit’q’w-isa となる。